# Aguriahana spinistyla
Aguriahana spinistyla är en insektsart som först beskrevs av M. Firoz Ahmed 1969.  Aguriahana spinistyla ingår i släktet Aguriahana och familjen dvärgstritar. Inga underarter finns listade i Catalogue of Life.